# 北京昭世紫陌情報技術
北京昭世紫陌情報技術有限会社（中国語: 北京昭世紫陌信息科技有限公司 英語: Global Love Science and Technology Company）は、中華人民共和国北京市安慧北里小区3に本社を置く企業である。語学教育や国際文化交流を行っている。

## 概要
教室やオンラインでの中国語教育、英語教育をしている。国際文化交流を目的としたツアーの企画なども行っている。